# Aletes (fill d'Egist)
Aletes (grec clàssic Ἀλήτης), en la mitologia grega, va ser un heroi grec, fill d'Egist. Quan Orestes i Pílades van marxar a Tàurida a la recerca de l'estàtua d'Àrtemis Tàurica, s'anuncià a Micenes la notícia de la seva mort, explicant que havia estat Ifigènia, la seva germana, qui havia mort Orestes. Immediatament, Aletes aconsegueix el poder. Electra, que ha criat Orestes, es trasllada a Delfos, on troba Ifigènia que ha arribat amb Orestes. Electra la vol castigar, però s'adona de la presència d'Orestes. Plegats, tornen a Micenes, on Orestes acaba amb la vida d'Aletes.